# Leipsic (Delaware)
Leipsic és un poble dels Estats Units a l'estat de Delaware. Segons el cens del 2000 tenia 203 habitants.

## Demografia
Segons el cens del 2000, Leipsic tenia 203 habitants, 79 habitatges, i 48 famílies. La densitat de població era de 279,9 habitants/km².
Dels 79 habitatges en un 31,6% hi vivien nens de menys de 18 anys, en un 41,8% hi vivien parelles casades, en un 10,1% dones solteres, i en un 39,2% no eren unitats familiars. En el 26,6% dels habitatges hi vivien persones soles el 7,6% de les quals corresponia a persones de 65 anys o més que vivien soles. El nombre mitjà de persones vivint en cada habitatge era de 2,57 i el nombre mitjà de persones que vivien en cada família era de 3,21.
Per edats la població es repartia de la següent manera: un 29,1% tenia menys de 18 anys, un 8,4% entre 18 i 24, un 26,1% entre 25 i 44, un 25,1% de 45 a 60 i un 11,3% 65 anys o més.
L'edat mediana era de 36 anys. Per cada 100 dones de 18 o més anys hi havia 92 homes.
La renda mediana per habitatge era de 37.656 $ i la renda mediana per família de 39.219 $. Els homes tenien una renda mediana de 35.156 $ mentre que les dones 22.500 $. La renda per capita de la població era de 13.825 $. Aproximadament el 10,2% de les famílies i el 14,9% de la població estaven per davall del llindar de pobresa.

## Poblacions més properes
El següent diagrama mostra les poblacions més properes.